# Nitivej
Nitivej på Frederiksberg forløber mellem Nordre Fasanvej og Ane Katrines Vej med en stikvej (sidevejen Nitivej 11-15) vest for Mariendal Kirke (Nitivej 17).
Vejen er navngivet af Niels Josephsen, fra hvis ejendom Mariendal den er udstykket. Niels og hustruen Thora Josephsen havde initialerne NJTJ, der også kunne skrives NITI. Samme forkortelse indgik i navnet på ægteparrets feriebolig »Villa Niti« på Nordre Strandvej nord for Helsingør, hvor Niels Josephsen i 1905 døde af spiserørskræft.
Fra at være en vej, hvor erhvervsejendomme skød op, er Nitivej nu en gade, der er præget af beboelsesejendomme i bymæssig bebyggelse.
- Nitivej 2-4
- Den gamle Frederiksberg Metalvarefabrik, 
Nitivej 10